# Dieter Timme
Dieter Timme (* 23. September 1956 in Werder; † 24. Oktober 2024) war ein deutscher Fußballspieler und -trainer.

## Spielerkarriere
In der Jugend spielte Timme ebenso wie später als Profi ausschließlich für Hertha BSC. Und auch als Jugendlicher durfte er mit Erlaubnis des Präsidenten Wolfgang Holst ab und zu bei der ersten Mannschaft mittrainieren. Bis er aber dort in einem Pflichtspiel eingesetzt wurde, musste Dieter Timme sogar bis zum 1. Spieltag der Saison 1979/80 warten, als er beim 0:0 gegen Eintracht Braunschweig in der Startelf stand. Nach der 1:2-Niederlage bei Bayer 04 Leverkusen am 2. Spieltag wurde Timme aber von Kuno Klötzer nicht mehr aufgestellt und auch Nachfolger Hans Eder setzte ihn zunächst nicht ein. In der Rückrunde wurde dann Helmut Kronsbein Trainer der Alten Dame, dieser konnte den überraschenden Abstieg allerdings auch nicht vermeiden.
Unter Uwe Klimaschefski wurde Timme dann in der 2. Bundesliga Stammspieler. Allerdings wurde als Dritter hinter SV Werder Bremen und Eintracht Braunschweig die Teilnahme an der Aufstiegsrelegation knapp verpasst.
In der anschließenden Saison war Timme sowohl unter dem nach der Hinrunde entlassenen Klimaschefski als auch unter Georg Gawliczek, der die Hertha als Zweiter hinter FC Schalke 04 ins Oberhaus zurückführte, Stammspieler.
Auch in der 1. Bundesliga war Timme nun fester Bestandteil der ersten Elf. Am Saisonende stieg Hertha aber als Letztplatzierter wieder ab.
Nach dem Abstieg peilte Hertha den direkten Wiederaufstieg an, musste aber bereits nach der Hinrunde einsehen, dass dieser nicht im Bereich des Möglichen lag. Deshalb trennte man sich von Gawliczek und verpflichtete Martin Luppen als neuen Chef-Coach. Unter Gawliczek hatte Timme noch die ersten 17 Saisonspiele bestritten, unter Luppen absolvierte der Abwehrspieler dagegen bis zum vorletzten Spieltag keine Partie mehr. Da das Saisonziel verfehlt wurde, probierte Hertha zur Saison 1984/85 einen Neustart und installierte Uwe Kliemann als Trainer, der erneut nur einen Mittelfeldplatz erreichte. Timme spielte in dieser Saison 36 von 38 Partien.
Bei seiner ersten Trainerstation wurde dem ehemaligen Innenverteidiger Kliemann laut Dieter Timme „nicht genug Zeit gegeben.“ Und so übernahm im Winter 1985 erneut Hans Eder für sechs Wochen das Ruder. Anschließend wurde ab Januar 1986 der Weltenbummler Rudi Gutendorf neuer Trainer. Auch wenn Timme ihm „keine Ahnung von der Fußball- oder Trainingsarbeit“ unterstellte, behielt er seinen Status als Stammspieler, was wohl auch an seiner Position als „Stimmungsmacher“ (O-Ton Pierre Dickert) im Team lag. Gutendorf wurde noch im April desselben Jahres entlassen und Jürgen Sundermann sollte das Unmögliche möglich machen und den Abstieg in der Saison 1985/86 verhindern. Allerdings gelang ihm dies nicht und Hertha BSC musste erstmals in der Vereinsgeschichte den Gang in die Drittklassigkeit antreten.
In der Amateur-Oberliga Berlin wurde Hertha zwar souverän Sieger, scheiterte aber an den unbeschriebenen Blättern BVL 08 Remscheid und SV Meppen. Dieter Timme hatte derweil seinen Stammplatz verloren. In seiner letzten Saison kam Timme sogar nur noch fünfmal zum Einsatz. Umso überraschender, dass er in der Aufstiegsrunde zur 2. Bundesliga sechs Spiele bestritt.
Anschließend beendete Dieter Timme als Aufsteiger seine Spielerkarriere.

## Trainerkarriere
Seine Karriere als Trainer begann Timme 1989 bei seinem Stammverein als Trainer der A-Jugend, bei der er bis 1994 blieb und unter anderem die späteren Bundesliga-Spieler Christian Fiedler, Carsten Ramelow und Andreas Schmidt trainierte.
Nach einem Jahr Pause begann Timme seine Tätigkeit als Co-Trainer von Tennis Borussia Berlin, wollte aber „lieber als verantwortlicher Trainer arbeiten“ und nahm so nach einer Saison das Angebot des FSV Velten wahr. Mit dem FSV verfehlte er im Jahr 1997 den Klassenerhalt und musste gemeinsam mit dem SC Charlottenburg in die Oberliga absteigen. Nach dem Abstieg ging Velten in Konkurs und Timme wurde für fast zwei Jahre arbeitslos, bis er das Angebot des Hallescher FC annahm. Auf Anhieb führte er den HFC zum Verbandsligasieg und damit zurück in die Oberliga. In Halle unterbreitete man Timme ein neues Vertragsangebot, allerdings lehnte dieser ab.
Erst im Januar 2003 erhielt Dieter Timme eine neue Anstellung als Trainer von SV Lichtenberg 47. Dort sicherte er umgehend den Klassenerhalt in der Oberliga. Aufgrund der anhaltenden Talfahrt in der Saison 2004/05 wurde Timme bereits nach der Hinrunde entlassen.
Ab Sommer 2005 absolvierte er eine halbjährige Ausbildung zum Fußball-Lehrer an der Deutschen Sporthochschule Köln. Zeitgleich begann er seine Tätigkeit als Spielerbeobachter für die Agentur Rogon/Sportmanagement W. Farian.
Diesen Posten musste Timme aufgeben, als er ab Januar 2009 neuer Trainer beim Torgelower SV Greif wurde. In Torgelow gab es von Beginn an Unstimmigkeiten und so verließ er den Verein schon im April 2010 wieder.
Am 22. April 2012 übernahm er den Trainerposten beim Oberligisten BSC Süd 05 aus Brandenburg an der Havel. Hier trainierte er das Oberligateam bis zur Winterpause. Zum 31. Dezember 2012 wurde sein Vertrag gekündigt. Am 29. April 2013 stellte der Drittligist SV Babelsberg 03 Timme als neuen Übergangstrainer bis Saisonende vor. Er sollte Almedin Civa unterstützen, dem die nötige Lizenz fehlte.

## Erfolge

### Als Spieler
- Aufstieg in die 1. Bundesliga: 1982
- Aufstieg in die 2. Bundesliga: 1988
- Berliner Meister: 1987, 1988
- Berliner Pokal-Sieger: 1987

### Als Trainer
- Berliner Pokal-Sieger: 1996
- Landesmeister Sachsen-Anhalt: 2000